# 9 germinal
9 ventôse 9 floréal
Le nonidi 9 germinal, officiellement dénommé jour de l'aulne, est le 189e jour de l'année du calendrier républicain.
C'était généralement le 29e jour du mois de mars dans le calendrier grégorien.